# Twilight World
Twilight World — студийный альбом британо-американской джазовой пианистки Мэриэн Макпартлэнд, выпущенный в 2008 году на лейбле Concord Jazz и приуроченный к её 90-летию. В записи приняли участие басист Гэри Маццароппи и барабанщик Гленн Дэвис. Это была последняя студийная запись пианистки в качестве лидера.

## Отзывы критиков
| Оценки критиков | Оценки критиков |
| Источник        | Оценка          |
| --------------- | --------------- |
| AllMusic        | [ 1 ]           |
| All About Jazz  | [ 2 ]           |

Кен Драйден из AllMusic дал высокую оценку альбома, заявив, что это один из лучших альбомов за всю её долгую и впечатляющую карьеру. В The New York Times отметили, что Мисс Макпартлэнд по-прежнему обладает безупречным слухом и сдержанным, но непринуждённым стилем, что она демонстрирует на этой записи.

## Список композиций
1. «Twilight World» (Джонни Мерсер, Мэриэн Макпартлэнд) — 5:45
2. «In the Days of Our Love» (Пегги Ли, Мэриэн Макпартлэнд) — 5:38
3. «Turn Around» (Орнетт Коулман) — 6:16
4. «Close Enough for Love» (Джонни Мэндел) — 5:41
5. «How Deep Is the Ocean?» (Ирвинг Берлин) — 5:47
6. «Alfie» (Берт Бакарак, Хэл Дэвид) — 6:11
7. «Lonely Woman» (Орнетт Коулман) — 4:33
8. «Blue in Green» (Майлз Дэвис) — 5:16
9. «Afternoon in Paris» (Джон Льюис) — 5:41
10. «Stranger in a Dream» (Мэриэн Макпартлэнд) — 4:33
11. «Blackberry Winter» (Алек Уайлдер, Лунис Макглохон) — 4:16

## Участники записи
- Мэриэн Макпартлэнд — фортепиано
- Гэри Маццароппи — басс
- Гленн Дэвис — ударные
- Том Глоэди — ассистент звукорежиссёра
- Джо Тарантино — мастеринг
- Джосайя Глюк — запись
- Стивен Харт — сведение
- Ник Филлипс — продюсер

Все данные взяты из примечаний к альбому.

## Чарты
| Чарт (2008)                     | Высшая позиция |
| ------------------------------- | -------------- |
| США (Billboard Top Jazz Albums) | 9              |